# Hugo Valentin (Historiker)

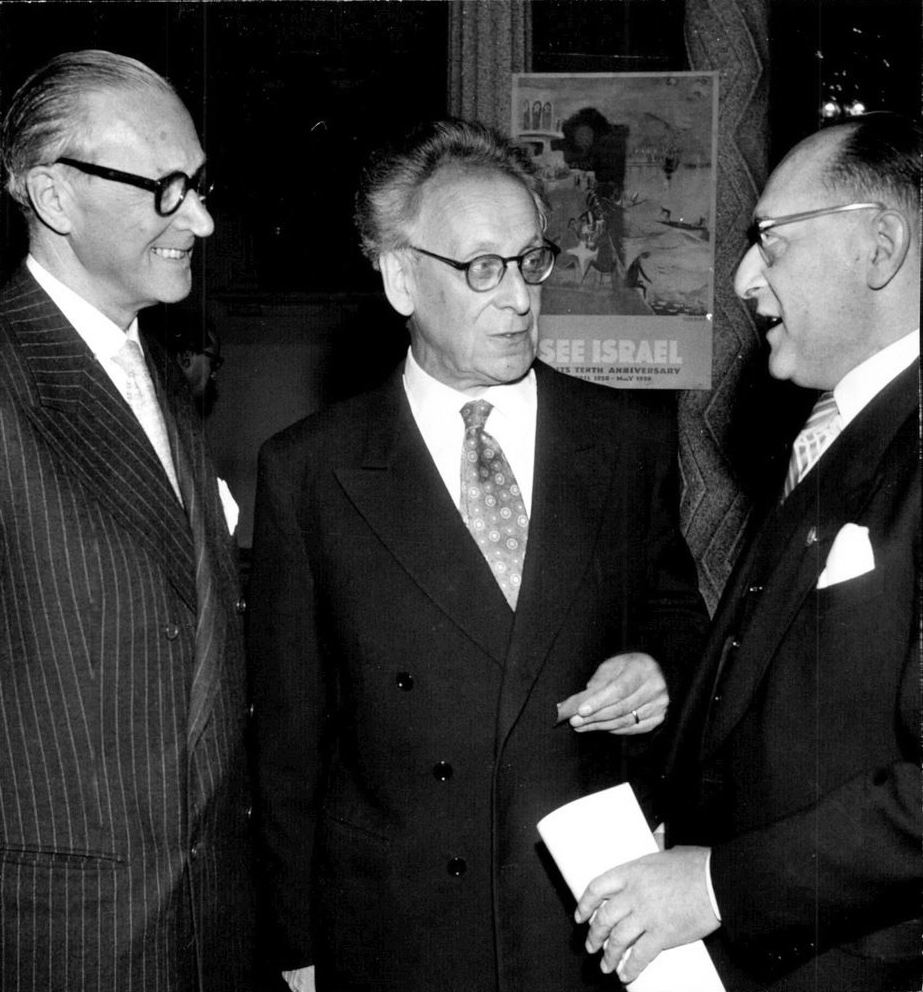
Hugo Valentin im Jahr 1958 im Gespräch mit Erik Hagberg (links) und Chaim Yahil (rechts)

Hugo Mauritz Valentin (geb. 4. Oktober 1888 in Östergötlands län; gest. 7. Mai 1963 in Uppsala) war ein schwedischer Historiker.

## Biographie
Hugo Valentin schloss 1916 sein Studium der Geschichtswissenschaft an der Universität Uppsala mit einer Dissertation über das Ritterhaus in der frihetstiden ab. Anschließend arbeitete er als Lehrer in Falun und Uppsala. 1930 erhielt er von seiner Alma Mater den akademischen Titel docent, 1948 verlieh ihm die schwedische Regierung den Ehrentitel professor.
Valentins akademisches Hauptaugenmerk galt der (speziell schwedischen) Geschichte des 18. Jahrhunderts und dem Judentum. Erstmals größere Bekanntheit erlangte er mit seiner 1924 erschienenen umfassenden Geschichte der Juden in Schweden (Judarnas historia i Sverige). In den 30er und 40er Jahren widmete sich Valentin verstärkt zeitgeschichtlichen Themenbereichen. International rezipiert wurde insbesondere sein in mehrere Sprachen übersetztes Werk Antisemitism i historisk och kritisk belysning (1937 auf Deutsch publiziert unter dem Titel „Antisemitenspiegel: der Antisemitismus – Geschichte, Kritik, Soziologie“). Im Oktober 1942 unterrichtete er die breite schwedische Öffentlichkeit in einem gut dokumentierten Zeitungsartikel über die Vorgänge des Holocaust.
Die Universität Uppsala unterhielt seit 2009 das Hugo Valentin Centre, das sich der Untersuchung ethnisch bedingter Phänomene und Prozesse, der Holocaust- und Genozidforschung widmet. Zum 1. Januar 2025 wurde es in Uppsala Centre for Holocaust and Genocide Studies unbenannt.